# Nam Tae-hee
Nam Tae-hee (남태희?, 南泰煕?; Pusan, 3 luglio 1991) è un calciatore sudcoreano, centrocampista del Jeju SK.

## Carriera

### Club
Ha esordito nel 2009 in prima squadra collezionando 37 presenze senza gol.

### Nazionale
In Nazionale maggiore ha esordito nel 2011.

## Statistiche

### Presenze e reti nei club
Statistiche aggiornate al 13 dicembre 2023.
| Stagione            | Squadra             | Campionato          | Campionato | Campionato | Coppe nazionali | Coppe nazionali | Coppe nazionali | Coppe continentali | Coppe continentali | Coppe continentali | Altre coppe | Altre coppe | Altre coppe | Totale | Totale |
| Stagione            | Squadra             | Comp                | Pres       | Reti       | Comp            | Pres            | Reti            | Comp               | Pres               | Reti               | Comp        | Pres        | Reti        | Pres   | Reti   |
| ------------------- | ------------------- | ------------------- | ---------- | ---------- | --------------- | --------------- | --------------- | ------------------ | ------------------ | ------------------ | ----------- | ----------- | ----------- | ------ | ------ |
| 2009-2010           | Valenciennes        | L1                  | 6          | 0          | CdF+CdL         | 1+0             | 0               | -                  | -                  | -                  | -           | -           | -           | 7      | 0      |
| 2010-2011           | Valenciennes        | L1                  | 18         | 0          | CdF+CdL         | 1+2             | 0               | -                  | -                  | -                  | -           | -           | -           | 21     | 0      |
| ago.-dic. 2011      | Valenciennes        | L1                  | 13         | 0          | CdL             | 0               | 0               | -                  | -                  | -                  | -           | -           | -           | 13     | 0      |
| Totale Valenciennes | Totale Valenciennes | Totale Valenciennes | 37         | 0          |                 | 4               | 0               |                    | -                  | -                  |             | -           | -           | 41     | 0      |
| gen.-giu. 2012      | Al-Duhail           | QSL                 | 10         | 5          | CQ+CdL          | 0               | 0               | ACL                | 6                  | 1                  | CdQ         | 0           | 0           | 16     | 6      |
| 2012-2013           | Al-Duhail           | QSL                 | 18         | 6          | CQ+CdL          | 0               | 0               | ACL                | 9                  | 0                  | SQ+CdQ      | 0           | 0           | 27     | 6      |
| 2013-2014           | Al-Duhail           | QSL                 | 24         | 12         | CQ+CdL          | 0               | 0               | ACL                | 7                  | 2                  | SQ+CdQ      | 0           | 0           | 31     | 14     |
| 2014-2015           | Al-Duhail           | QSL                 | 25         | 7          | CQ+CdL          | 0               | 0               | ACL                | 10                 | 3                  | SQ+CdQ      | 0           | 0           | 35     | 10     |
| 2015-2016           | Al-Duhail           | QSL                 | 25         | 10         | CQ+CdL          | 0               | 0               | ACL                | 7                  | 2                  | SQ+CdQ      | 1+0         | 1+0         | 33     | 13     |
| 2016-2017           | Al-Duhail           | QSL                 | 25         | 14         | CQ+CdL          | 0               | 0               | ACL                | 8                  | 4                  | SQ+CdQ      | 1+0         | 0           | 34     | 18     |
| 2017-2018           | Al-Duhail           | QSL                 | 21         | 12         | CQ+CdL          | 0               | 0               | ACL                | 9                  | 1                  | SQ+CdQ      | 1+0         | 1+0         | 31     | 14     |
| 2018-2019           | Al-Duhail           | QSL                 | 11         | 7          | CQ+CdL          | 0               | 0               | ACL                | 0                  | 0                  | SQ          | 0           | 0           | 11     | 7      |
| 2019-2020           | Al-Sadd             | QSL                 | 19         | 3          | CQ+CdL          | 1+1             | 0+1             | ACL+ACL            | 5+6                | 1+0                | SQ+Cmc+CdQ  | 1+2+1       | 0+0+1       | 36     | 6      |
| 2020-2021           | Al-Sadd             | QSL                 | 18         | 7          | CQ+CdL          | 2+3             | 2+2             | ACL                | 6                  | 1                  | CdQ         | 2           | 0           | 31     | 12     |
| Totale Al-Sadd      | Totale Al-Sadd      | Totale Al-Sadd      | 37         | 10         |                 | 7               | 5               |                    | 17                 | 2                  |             | 6           | 1           | 67     | 18     |
| 2021-2022           | Al-Duhail           | QSL                 | 16         | 5          | CQ+CdL          | 4+0             | 2+0             | ACL                | 9                  | 0                  | -           | -           | -           | 29     | 7      |
| 2022-2023           | Al-Duhail           | QSL                 | 18         | 6          | CQ+CdL          | 1+7             | 1+1             | ACL                | 0                  | 0                  | CdQ         | 2           | 1           | 28     | 9      |
| Totale Al-Duhail    | Totale Al-Duhail    | Totale Al-Duhail    | 193        | 84         |                 | 12              | 4               |                    | 65                 | 13                 |             | 5           | 3           | 275    | 104    |
| ago.-dic. 2023      | Yokohama F·Marinos  | J1                  | 9          | 0          | CdL             | 3               | 1               | ACL                | 5                  | 0                  | -           | -           | -           | 17     | 1      |
| Totale carriera     | Totale carriera     | Totale carriera     | 276        | 94         |                 | 26              | 10              |                    | 87                 | 15                 |             | 11          | 4           | 400    | 123    |

## Palmarès

### Competizioni nazionali
- Coppa dell'Emiro del Qatar: 1

Al Duhail: 2022